# 17才 (2002年の映画)
『17才』（じゅうななさい）は2001年4月制作、2002年3月2日にテアトル新宿でイベント上映、2003年6月21日からテアトル新宿で3週間限定レイトショー上映された自主制作映画。
夜はキャバクラでバイトし昼は学校で寝てばかりいる平凡な少女アコを軸に、女子高生の日常を描いた青春映画。
女優・猪俣ユキが自らの日記から発展させた脚本をもとに友人でもある三輪明日美と共に映画化を企画。個性派俳優・木下ほうかの初監督作品。予算0円、制作準備も一週間足らずで制作された。

## キャッチコピー
「結局ただの17才でした」

「みんな自分の居場所を探していた、17才のとき。」

「わたしはいつもおとなをだましていた。
　いや、おとながいつもだまされてくれていた。
　そいつらはこどもだましだ。
　それでもいい、いつまでもおとなをだましていたい。
　いつまでも、おとなだましでいたい。」

## あらすじ
17才のアコ(三輪明日美)は、放課後にはキャバクラでバイトをしている女子高生。そのせいで学校では居眠りばかりの毎日。そんなアコは新学期、一緒のクラスになったリョウ(猪俣ユキ)が気になり始める。リョウは成績優秀だったが、何故か留年していた。彼女と友達になったアコは、夢があり自由で不思議な魅力を持つリョウに憧れを抱く。彼女と接することで、アコ自身の中でも少しずつ何かが変わり始めていく。

## キャスト
- アコ：三輪明日美
- リョウ：猪俣ユキ
- ヒトミ：菊地百合子
- オヤジ１：木下ほうか
- 店チョー：徳井優
- 本を持った少年：松田龍平
- 屋台のSWINGMAN：田口浩正
- オヤジ２：田中要次
- レコード少年：BIKKE
- セヴァスチャン：永島克
- 性格の悪い生徒：小谷美裕、馬場喬子、鈴木真利、佐藤真輝子
- オカマの生徒：山崎裕太
- セクシー看護婦：久我未来
- 理屈ポイ客：新田亮
- 官能的な痴漢：村上淳
- ケンヂ：水橋研二
- 本を持った少年の女：松丘小椰
- 知的な警官：津田寛治
- 他校の男子：古谷将之、藤平涼、伊達建士、鈴木祥二郎、久保田武蔵、ラージキル、こやまじん
- 客1：本田博人
- 客2：塚本高史
- 自転車美少年：高岡蒼佑
- 馬鹿な警官：岡村洋一
- 襲われる美女：三輪ひとみ
- 可憐な女教師：奥貫薫
- 順子先生：浅野順子

## スタッフ
- 撮影：大道省一
- 照明：小川幹
- 録音：浅田将助
- 音楽：浅井勇弥
- 編集：松田和茂
- 記録：金丸律子
- 助監督：宮川宏司
- 制作担当：堀江慶
- スタイリスト：相馬佳子
- ヘアメイク：坂本満喜子
- スチール：渡辺慎一、涼
- 制作協力：三輪ミュージックオフィス
- 企画：猪俣ユキ、三輪明日美
- 脚本・原案：猪俣ユキ
- プロデューサー：狩野善則、堀江慶
- 監督：木下ほうか